# Phaconeura brimblecombei
Phaconeura brimblecombei är en insektsart som beskrevs av Woodward 1957. Phaconeura brimblecombei ingår i släktet Phaconeura och familjen Meenoplidae. Inga underarter finns listade i Catalogue of Life.